# Мрђеновић
Мрђеновићи су српска племићка породица, пореклом из околине Гацког у Херцеговини, где и данас постоји село Мрђеновићи које је по њима добило име. Оснивач породице био је Мрђен Љубибратић који се помиње 1359. године као чувени требињски властелин и отац кључког војводе Припца Мрђеновића, по коме се Мрђеновићи помињу и као Припчићи. Мрђеновићи су као изданак чувених требињских и касније војно-граничарских Љубибратића били у служби значајне племиће породице Косача, о чему сведоче дубровачке повеље из 14. и 15. века. Под вођством господара Хума, Влатка Вуковића Косаче, Мрђеновићи су учествовали у победи над Турцима код Билеће 1388. и заједно са њиме били на левом крилу српске војске у Косовском боју 1389. Свест о родбинским везама са Љубибратићима и Припчићима, односно Прибичићима одржала се до данас. Мрђеновићи се са Припчићима и Богуновићима на појединим местима називају заједничким именом Милићи. Данас су Мрђеновићи једна од ретких српских породица која је одржала презиме још од 14. века.
Све варијације презимена настале кроз време (Мрђеновић, Мрђановић, Мрђа, Мрђен, Мрђан, Мрђеновачки) припадају истој гатачкој властелинској породици.
Након Турског освајања Балкана Мрђеновићи се расељавају из Херцеговине на неколико страна, углавном ка Крајини, Славонији, Банији, Далмацији, а у мањој мери и у Црну Гору. Највише Мрђеновића било је на подручју код Карловца и Двора на Уни. Осим на Банији, Мрђеновића је било и на Кордуну, око Војнића и Слуња и у неким местима Славоније. У Окучанима и околини 1698. пописана су три домаћинства Мрђеновића. Дубровачки Мрђеновићи су Срби римокатоличке вере, док су сви остали православни и већином славе Светог Јована. Поједине породице славе Светог Георгија а неки и Светог Архангела Михаила. Велики део Мрђеновића из приморских крајева је крајем 19. и почетком 20. века иселио у Америку где су неки прешли у протестанте. Код америчких Мрђеновића јављају се нове латиничне верзије презимена Mergenovich, Mergen, и сл. 
Поједини Мрђеновићи из Америке вратили су се за време Првог светског рата као добровољци, од њих потичу београдски Мрђеновићи. Након Другог светског рата у процесу колонизације један део Мрђеновића пресељен је са Баније у Бачку, у село Пригревица код Сомбора. Остатак породице који је остао да живи на Банији и у Славонији је тамо остао све до слома Републике Српске Крајине. Након рата 1995. године већина Мрђеновића расељава се по Србији, Републици Српској али и широм света, све до Аустралије. Топоними који су име добили по Мрђеновићима срећу се у Херцеговини, Црној Гори, Далмацији, Босанској Крајини, Банији и Мачви.
Мрђеновићи су у старини користили грб Љубибратића а у модерно време појављује се нови грб који је израдио Центар за истраживање православног монархизма из Београда а чији је армигер Стеван Мрђеновић и његови мушки потомци.